# Димківці
Ди́мківці — заповідне урочище (лісове) місцевого значення в Україні. Розташоване в межах Сколівського району Львівської області, на південний схід від села Либохора.
Площа 9,4 га. Статус надано згідно з рішенням Львівського облвиконкому № 495 від 09.10.1984 року. Перебуває у віданні ДП «Славський лісгосп» (Тухлянське лісництво, кв. 28).
Статус надано з метою збереження високопродуктивного ялинового насадження штучного походження віком бл. 85 років. Урочище розташоване на хребті Багна, що в масиві Сколівські Бескиди.

## Світлини

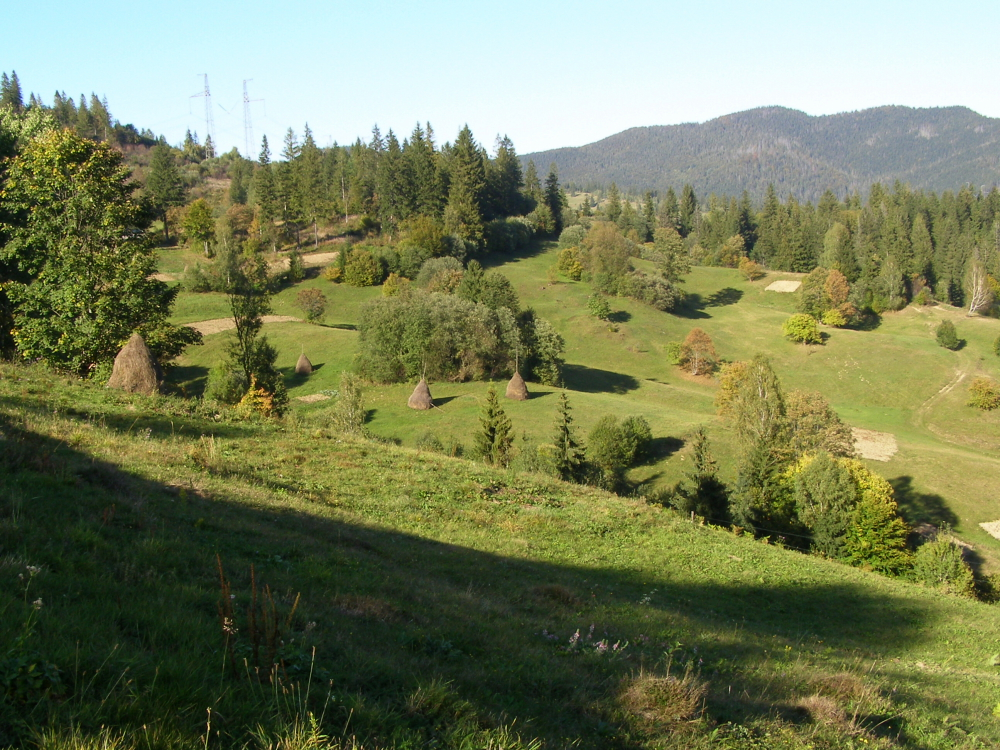
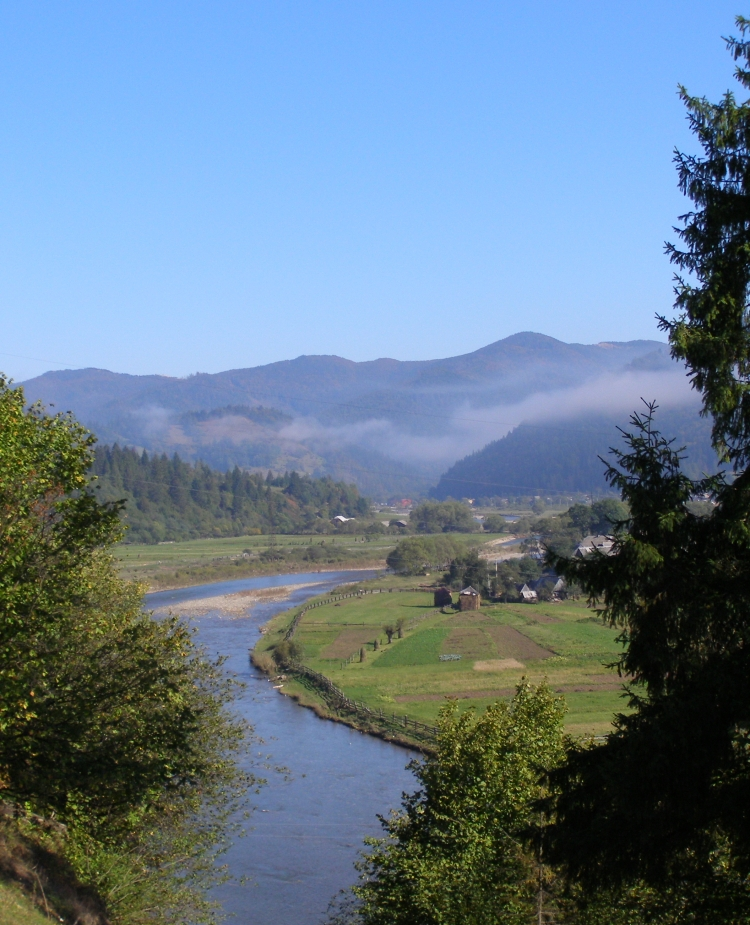
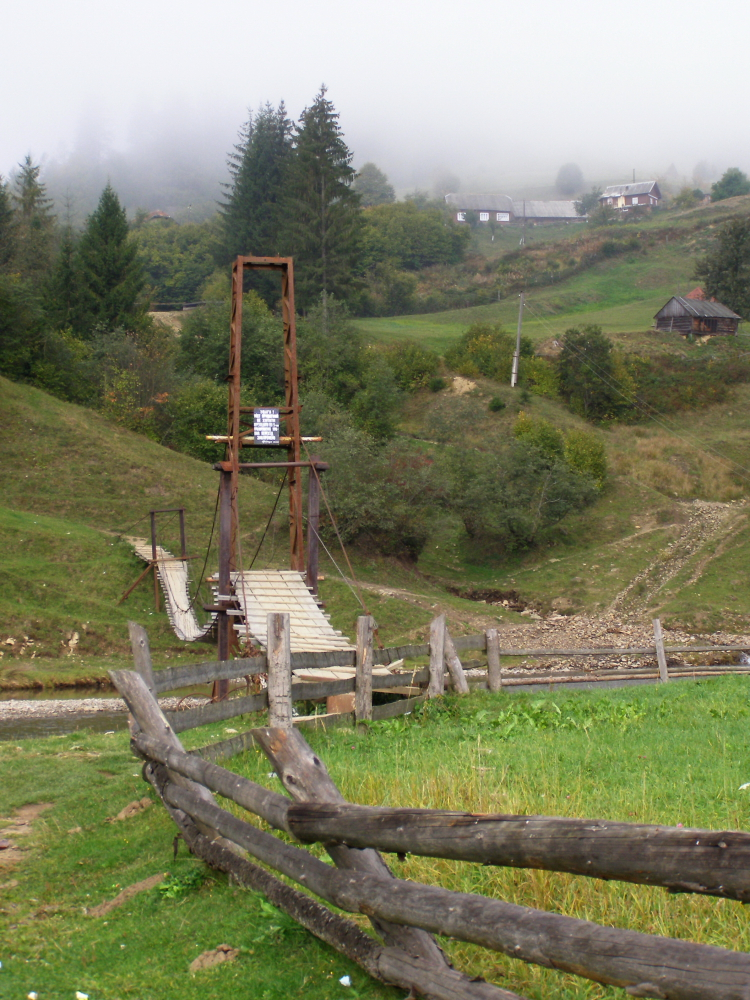